# Largo de Bonis
Le Largo, op. 83, est une œuvre de la compositrice Mel Bonis.

## Composition
Mel Bonis compose son Largo en mi bémol pour violon et piano. Le conducteur et la partie séparée de violon portent la mention « mauvais ». L'œuvre était dédiée originellement à Raphaël Kellert sur le conducteur, mais la partie séparée de violon est dédiée à Paulin Gaillard.

## Analyse
La mention présente sur le conducteur et la partie séparée de violon montrent une grande exigence de la compositrice, avec un avis lapidaire. Le Largo fait partie des pièces de caractère de la compositrice, avec une écriture plus proche des compositeurs dominant de l'avant-garde musique du tournant du XXe siècle, de Gabriel Fauré et de Claude Debussy.

## Sources
- Étienne Jardin, Mel Bonis (1858-1937) : parcours d'une compositrice de la Belle Époque, 2020 (ISBN 978-2-330-13313-9 et 2-330-13313-8, OCLC 1153996478, lire en ligne)<